# Harvester
《Harvester》是一款1996年的冒险游戏，由吉尔伯特·P·奥斯汀设计，他以暴力内容、邪教和分析虚构暴力和实际暴力的关系著名。玩家扮演的是游戏中的18岁男孩史蒂夫·梅森，他在美國中西部的一个小镇醒来，没有任何过去的记忆，也不记得自己是谁，并感觉自己不属于这里；
在接下来的一周里，他被胁迫或操纵着执行一系列看似普通的任务，在"丰收之月教团"的要求下，任务的后果越发暴力，这个类似于邪教的组织似乎主宰了这个小镇，并承诺揭示关于史蒂夫和这个小镇的真相。

## 剧情
1953年，史蒂夫·梅森在丰收镇醒来，发现自己不记得自己的名字。在家中探索了一番之后，他认识到自己也并不认识自己的母亲和弟弟，他们两个都有奇怪的举动——他的母亲似乎无法停止为一周后的慈善活动烤制几十种饼干，导致她扔掉了随后的每一批；他的弟弟痴迷地观看一个极端暴力的牛仔节目，这似乎是丰收镇电视上唯一播放的节目。
在探索这个小镇时，史蒂夫发现丰收镇上住着一些充满敌意的奇怪的人，他把这些人比作是真人的摹本或模仿品。 史蒂夫进一步了解到，没有人相信他真的失忆了，他遇到的每一个人都以“你一直是个孩子，史蒂夫”这样的罐头式回答来回应他的求救。镇上的每个人都鼓励史蒂夫加入共濟會會所，这是一座位于镇中心的大型建筑（让人联想到阿亚索菲亚），作为“丰收之月教团”的总部，它似乎是丰收镇的社会政治中心。
得知自己将在两周后结婚，史蒂夫去见他所谓的未婚妻斯蒂芬妮·波茨坦，她是波茨坦先生的女儿，一个希望与史蒂夫的父亲一起在丰收的肉类包装厂工作的失业者，他公开表达了对自己女儿的欲望。见到斯蒂芬妮，史蒂夫发现她也有失忆症，和他在同一个早晨醒来，却不知道自己是如何来到丰收镇的。两人结成联盟，找出他们的过去并逃离这个小镇。
史蒂夫拜访了會所的議會警衛官，后者告诉他，他的所有问题都会在建筑内得到解答，并开始给他一系列的任务，作为入会仪式。在接下来的一周里，史蒂夫每天都会接到一个新的“任务”，从小小的破坏行为开始，迅速升级为盗窃和纵火，每个任务都有不可预知的悲惨情况，通常会导致某人意外死亡、谋杀或自杀。同时，在相互恐惧和相互依赖的驱使下，史蒂夫和斯蒂芬妮成为了恋人。
在入会的最后一天，史蒂夫在斯蒂芬妮的床上发现了一个残缺不全的头骨和脊髓，军士长告诉他这是他进入旅馆的邀请。进到里面，史蒂夫发现小屋是由一系列被称为“庙宇”的房间组成的，这些房间是对真实的城市地点的嘲弄（包括有一个死人家庭的客厅和一个厨师准备人肉的厨房），其居民用一系列谜题来挑战他，表面上是为了教授理解會所戒律所需的课程。每堂“课”都是对传统道德的颠覆，包括慈善的无用性、老人的无用性以及欲望和虚荣心的好处。
在會所的最高层，军士长介绍了仍然活着的斯蒂芬妮，并解释说丰收镇是一个精心设计的虚拟现实模拟器，由一群科学家在1990年代操作，以确定是否有可能将普通人变成连环杀手。史蒂夫和斯蒂芬妮是模拟中唯一真实的人，史蒂夫所经历的一切，都是为了扭曲他的现实，打破他的禁忌，为他的连环杀手生活做好准备。警长给他提供了两个选择：谋杀斯蒂芬妮，犯下他的第一个真正的罪行，并接受未来成为一个杀人犯；或者拒绝，在这种情况下，科学家将在实验室里把斯蒂夫和斯蒂芬妮变成腦死亡。如果史蒂夫选择第二个选项，军士长会告诉他，他和斯蒂芬妮将在死亡前的几秒钟内，在丰收镇模拟器中度过整个一生的幸福。
如果玩家选择杀死斯蒂芬妮，史蒂夫会将斯蒂芬妮打死，然后切除她的头骨和脊髓。谋杀完成后，史蒂夫在虚拟现实模拟器中苏醒过来。他搭车回家，残忍地谋杀了接他的司机。史蒂夫回到家，他的母亲批评他玩暴力的游戏，告诉他消费暴力媒体的人在现实生活中会有暴力行为。当摄像机进入他的喉咙和胃部时，史蒂夫以大笑回应，露出了他之前杀死的司机的身体部位的溶解。
如果玩家选择放过斯蒂芬妮，军士长会在小教堂举行临时婚礼，然后再放走这对夫妇。史蒂夫和斯蒂芬妮买了房子，有了孩子，一起变老，然后平静地死去，被埋葬在丰收镇公墓里。在现实世界中，科学家们看着这对夫妇的尸体，对他们的实验结果表示失望。

## 玩法
游戏采用了一个单击界面。玩家必须通过高空地图访问游戏中虚构的丰收镇的各个地点。通过与不同的镇民交谈和点击特殊的“热点”，玩家可以了解信息和收集物品，以推进游戏的故事和游戏。Harvester还具有一个战斗系统，玩家可以通过选择武器，然后点击目标来攻击其他角色。目标和玩家的角色都有有限的生命值，允许玩家或目标死亡。玩家可以选择通过解决谜题或杀死一个不可玩的角色来在游戏中取得进展。

## 发展与争议
Harvester是由FutureVision（在游戏发行时更名为DigiFX）开发的。编剧/导演吉尔伯特·P·奥斯汀（Gilbert P. Austin）回忆说：
我的感觉是，FutureVision作为一家小公司，需要一些“高概念”的东西来与当时的行业巨头竞争，而我认为，Harvester正是这个想法。这确实是我提出的唯一想法。我记得它是在一瞬间出现在我面前的。我的很多想法都是这样产生的，在创作高峰期，我几乎无法快速写下所有的内容。Harvester的概念，在游戏结束时我想让玩家思考他是否像史蒂夫一样内化了游戏中的过度暴力和超现实的图像，以及主要的结局......所有这些都在最初的概念中，我在大约30分钟内记在那种小记者的螺旋记事本上。这就是我向FutureVision提出的建议，他们接受了它。
Harvester于1994年1月在拉斯维加斯举行的消費電子展（CES）上首次向公众宣布。视频片段都是在出版商Merit Software的后方仓库拍摄的。虽然他只是作为游戏的编剧签约，但奥斯汀自愿指导拍摄工作，以确保其忠实于他对游戏的设想。奥斯汀在1994年秋天完成了创作工作，并转向其他项目，留下制作人李·雅各布森（英語：Lee Jacobson）独自负责剩余的开发工作。游戏定于同年发布，但编程花了两年时间才完成，成为一个商业失败。
在1996年12月的一次新闻发布会上，大卫沃尔什博士公布了一份他认为是过度暴力的游戏名单。雅各布森公开要求将未列入沃尔什博士名单的Harvester加入其中。游戏记者克里斯蒂安·斯文森将雅各布森的行为描述为“无耻”，并没有提及雅各布森、DigiFX或Harvester的名字，以免为这种宣传寻求提供正面支持。
另外，这款游戏在德国被禁。
扮演史蒂夫·梅森的库尔特·斯蒂芬·基斯勒于2010年因持有儿童色情制品被捕。
该游戏由DigiFX Interactive设计，1996年由Merit Studios发行。2014年3月6日，李·雅各布森在GOG.com上重新发布该游戏，适用于PC和Mac。
2014年4月4日, 夜潛工作室在Steam上重新发布该游戏，适用于PC和Linux。

## 评价
| 汇总媒体   | 得分   |
| ---------- | ------ |
| Metacritic | 53/100 |

| 媒体             | 得分   |
| ---------------- | ------ |
| Adventure Gamers | [ 12 ] |
| AllGame          | [ 13 ] |
| GameSpot         | 6.8/10 |
| PC Gamer美国     | 82/100 |

根据汇总媒体Metacritic的数据，Harvester被评为“好坏参半”。PC Gamer在游戏初次发布时给予Harvester正面评价，但在2011年的评论中对其进行了负面评价，称其为“有史以来最血腥、最令人困惑，尤其是‘最愚蠢’的恐怖游戏”。Allgame评论说此游戏的迟缓发布对其评价有负面影响，因为游戏终于发布的时候看起来有点过时。他们认为游戏“与角色的对话令人沮丧，而且常常毫无意义，而且情节发展的方式令人失望......有些伏笔从未解释过，而游戏的最后三分之一是枯燥无味的。”GameSpot的评论是好坏参半的，他们认为游戏“并没有真正发生革命性的变化”，但称赞游戏的全动态视频片段“确实令人恐惧”，并评论说它具有“经过验证的冒险机制和有趣的曲折”。而娱乐周刊将此游戏评为B+。